# Nemzeti Stadion (Varsó)
A Nemzeti Stadion (lengyelül: Stadion Narodowy) labdarúgóstadion Varsóban, Lengyelországban.
A stadion a lengyel labdarúgó-válogatott otthonául szolgál, illetve a 2012-es labdarúgó-Európa-bajnokság egyik helyszíne volt. Azonban klubcsapat nem költözik ide – ez az egyetlen ilyen stadion az Eb-helyszínek közül. Befogadóképessége 58 580 fő számára biztosított, amely mind ülőhely.
Az építési munkálatok 2009-ben kezdődtek és 2011 novemberében fejeződtek be. A létesítmény mellett egy húszezer fős, zárt sportarénát is építettek, valamint egy olimpiai méretű uszodát 4000 fős lelátóval, egy akvaparkot, szállodát, egy 1600 fős konferencia központot és 25 ezer m² iroda- és kereskedelmi teret is. A mélygarázsban 1765 autó fér el. A tervek szerint a beruházást a közeli vasútállomás teljes felújítása követi, valamint a metró idevezető vonalának megépítése.
A Nemzeti Stadiont hat hónappal a tervezettnél később, január 29-én egy rockkoncerttel nyitották meg, ugyanakkor a hagyományosan nyár végén esedékes, de az aréna éles tesztelése miatt február 11-re áthelyezett lengyel szuperkupa-mérkőzést elhalasztották, mivel a stadion felkészültsége a rendőrség, a tűzoltóság, valamint a népegészségügyi és tisztiorvosi szolgálat szerint elégtelen volt egy kiemelt biztonsági kockázatú mérkőzés megtartásához. Az arénában rendezendő első első labdarúgó mérkőzésre így 2012. február 29-én került sor. Ekkor a Lengyelország 0–0-s döntetlent játszott Portugália együttesével.
A létesítmény ad majd helyet június 8-án a 2012-es labdarúgó-Európa-bajnokság nyitómérkőzésének.
2020. október 19-én a lengyel kormány arról döntött, hogy a koronavírus-járvány súlyosbodása miatt a stadiont ideiglenesen tábori kórházzá alakítják. A stadionban 500 beteg elhelyezésére lesz lehetőség. Őket a stadion konferenciatermeiben és egyéb helyiségeiben fogják elhelyezni.

## Története
A város belterületén magasodó Stadion Dziesięcioleciát (Tizedik Évforduló Stadion) 1983-óta nem használták sportesemények megrendezésére. A stadionban a rendszerváltást követően egy piac vert tanyát. Az ezredfordulón tervek születtek a Dziesięciolecia teljes elbontására és helyén egy új, reprezentatív sportlétesítmény felépítésére. Lengyelország 2007 áprilisában nyerte el a 2012-es labdarúgó-Európa-bajnokság társrendezési jogát. Az UEFA-hoz benyújtott pályázatban a torna döntőjének helyszínéül egy Varsóban felépítendő új labdarúgó stadiont jelöltek meg. A pályázat elnyerése után a Nemzeti Stadion építésének ügyében hónapokig semmiféle előrelépés nem történt. Jarosław Kaczyński kormányzásának utolsó heteiben még az is felvetődött, hogy ejtik a Stadion Dziesięciolecia helyére építendő Nemzeti Stadion terveit és a város határain túl egy zöldmezős beruházás keretében építenek új stadiont. 2007 novemberében a Donald Tusk kormányzásai idején láttak hozzá ténylegesen a létesítmény felépítéséhez. A Tusk-kormány sportminisztere a projekt megtervezésével egy frankfurti építészirodát bízott meg. Az iroda a Nemzeti Stadiont egy többcélú sportcentrum központi elemeként tervezte meg, amely a focimeccseken kívül koncerteket és tömegrendezvényeket is befogadhat. 2007 december közepén dőlt el véglegesen, hogy a stadiont a régi Dziesięciolecia helyén építik fel. Az építési versenyfelhívás 2008 nyarán jelent meg, a tényleges munkálatok 2009. október 7-én kezdődtek az alapkő és az időkapszula elhelyezésével. Az időkapszulában a lengyel, a varsói illetve az Európai Unió zászlaját, az aznapi újságot, érméket, bankjegyeket és különböző régi tárgyakat helyeztek el.
A 2009-ben induló munkálatok eredetileg 2011 májusában fejeződtek volna be, de csúszások miatt ez csak 2011 novemberében valósult meg. Száz nappal a 2012-es labdarúgó Eb előtt adták át végül a stadiont, Varsóban. Lengyelország új nemzeti arénája 1.915 milliárd złotyba került – ez két és félszerese a többi lengyel Eb-helyszín építési költségeinek. Nem volt könnyű projekt: az átadást sorozatos csúszások halasztották későbbre, kirúgták a stadionmenedzsert, majd a Nemzeti Stadion megbukott a biztonsági vizsgálaton – a kommunikációs eszközök nem működtek megfelelően a bejáráson, ez pedig biztonsági kockázatot jelentett.
A 2012-es labdarúgó-Európa-bajnokság csoportmérkőzései közül hármat, egy negyeddöntőt és egy elődöntőt rendeznek itt meg.

## Stadiontechnika
A stadion teljes nézőtere fedett. A játéktér felett egy mozgatható tető kapott helyet, így minden kulturális és sportesemény az időjárástól függetlenül megtartható. A stadion piros-fehér borítást kapott, amely Lengyelország nemzeti színeire emlékeztet. 

## 2012-es Európa-bajnokság
A következő mérkőzéseket rendezték a varsói Nemzeti Stadionban.
| Dátum       | Időpont (CEST) | Pályaválasztó | Eredmény | Vendég      | Forduló     | Nézők  |
| ----------- | -------------- | ------------- | -------- | ----------- | ----------- | ------ |
| 2012.06.08. | 18.00          | Lengyelország | 1:1      | Görögország | A csoport   | 56 070 |
| 2012.06.12. | 20.45          | Lengyelország | 1:1      | Oroszország | A csoport   | 55 920 |
| 2012.06.16. | 20.45          | Görögország   | 1:0      | Oroszország | A csoport   | 55 614 |
| 2012.06.21. | 20.45          | Csehország    | 0:1      | Portugália  | Negyeddöntő | 55 590 |
| 2012.06.28. | 20.45          | Németország   | 1:2      | Olaszország | Elődöntő    | 55 540 |

## Fordítás
- Ez a szócikk részben vagy egészben  a   Fußball-Europameisterschaft 2012 című német Wikipédia-szócikk ezen változatának fordításán alapul.  Az eredeti cikk szerkesztőit annak laptörténete sorolja fel. Ez a jelzés csupán a megfogalmazás eredetét és a szerzői jogokat jelzi, nem szolgál a cikkben szereplő információk forrásmegjelöléseként.
- Ez a szócikk részben vagy egészben  a   National Stadium (Warsaw) című német Wikipédia-szócikk ezen változatának fordításán alapul.  Az eredeti cikk szerkesztőit annak laptörténete sorolja fel. Ez a jelzés csupán a megfogalmazás eredetét és a szerzői jogokat jelzi, nem szolgál a cikkben szereplő információk forrásmegjelöléseként.